# C18H19N3O2
化学式C18H19N3O2（摩尔质量：309.36 g/mol）可能指：
- 奈立索泮（英语：Nerisopam），CAS号：102771-12-0
- 依仑帕奈（英语：Irampanel），CAS号：206260-33-5
- CGS-20625，CAS号：111205-55-1

|  | 这个同类索引页列出了具有相同分子式的化学物（即同分異構體）条目。 除非您是有意链接至本页，否则应将相应条目的内部链接指向正确的条目。 |